# Pomaria (plante)
Genre
Classification phylogénétique
Pomaria est un genre de plantes à fleurs de la famille des Caesalpiniaceae selon la classification classique, ou des Fabaceae (sous-famille des Caesalpinioideae) selon la classification phylogénétique.

## Sélection d'espèces
- Pomaria brachycarpa (Gray) B.B. Simpson
- Pomaria jamesii (Torr. et Gray) Walp.
- Pomaria melanosticta S. Schauer, synonyme Caesalpinia parryi (Fisher) Eifert[2]
- Pomaria wootonii (Britt.) B.B. Simpson